# Mel Ott
Melvin Thomas Ott (2 de marzo de 1909 - 21 de noviembre de 1958) fue un jugador de béisbol de Estados Unidos que actuó en las Grandes Ligas como jardinero derecho. Jugó durante toda su carrera para los New York Giants (1926-1947). Fue el primer jugador de la historia en sobrepasar la marca de 500 jonrones en la Liga Nacional. En su carrera de 22 temporadas, Ott promedió para .302 con 511 jonrones, 1,860 carreras impulsadas, 1,859 carreras anotadas, 2,876 hits, 488 dobles, 72 triples, 89 bases robadas y .533 de slugging. Fue All-Star durante 11 temporadas consecutivas [a] y era apodado Master Melvin. Fue elegido miembro del Salón de la Fama del Béisbol Nacional en 1951.

## Primeros años
Ott nació en Gretna, Louisiana un suburbio de Nueva Orleans. A pesar de su estatura promedio, rápidamente se estableció como un atleta talentoso, especialmente en el béisbol. Durante la escuela secundaria, jugó en un equipo semiprofesional tres o cuatro días a la semana. Ya demostró un poder considerable a una edad temprana y le estaban pagando por ello. Su equipo tenía la tradición de pasar el sombrero cada vez que un jugador conectaba un jonrón que suponía una victoria, lo que significa que Ott se llevaba dinero a casa por jugar béisbol a los 14 años [2].

## Carrera de jugador
A pesar de su poder, el equipo de ligas menores de la ciudad natal de Ott, los New Orleans Pelicans, se negó a ficharlo debido a preocupaciones sobre su tamaño. Luego encontró trabajo en una empresa maderera en Patterson, cerca de Morgan City, donde se convirtió en una sensación en el equipo de béisbol de la empresa. El propietario de la empresa, Henry Williams, quedó particularmente impresionado con Ott. Mientras visitaba Nueva York, sugirió que el mánager de los Giants, John McGraw, le hiciera una prueba. Ott se mostró escéptico al principio, por lo que Williams le compró un boleto de tren a Nueva York. [2]

### Contrato con New York Giants
Mel Ott llegó a Nueva York a principios de septiembre. Rápidamente impresionó a los observadores con su bateo, especialmente a McGraw, quien predijo que sería "uno de los mejores bateadores zurdos que jamás haya visto la Liga Nacional". Firmó formalmente a Ott en un contrato en enero de 1926. [2] Inicialmente catcher, McGraw debido a su tamaño no adecuado para esa posición en las Ligas Mayores, lo convirtió en jardinero derecho, en donde mostró todo el potencial que tenía.
Debido a su fuerza en el bateo, se destacó por recibir muchas bases por bolas. Recibió 5 bases en un partido en tres ocasiones. Impuso el récord de la Liga Nacional de más bases por bolas en un doble juego con seis, el 5 de octubre de 1929, haciéndolo nuevamente el 30 de abril de 1944. Empató el récord de la Liga al recibir base por bola en siete apariciones consecutivas al bate (del 16 al 18 de junio de 1943). Además, lideró la Liga Nacional en bases por bolas recibidas en seis ocasiones (1929, 1931-1933, 1937 y 1942).
En dos ocasiones anotó seis carreras en un partido (el 4 de agosto de 1934 y el 30 de abril de 1944). Aún se mantiene como el jugador más joven de las Mayores en batear el ciclo (sencillo, doble, triple y jonrón), cuando lo logró el 16 de mayo de 1929. Ott fue el primer jugador de la Liga Nacional en lograr ocho temporadas consecutivas de 100 carreras impulsadas, solamente Willie Mays, Sammy Sosa, Chipper Jones y Albert Pujols lo han igualado posteriormente.

### Tres Series Mundiales
Participó en tres Series Mundiales (1933, 1936 y 1937), logrando la victoria en la de 1933. En esa Serie, conectó dos cuadrangulares. En el primer juego conectó 4 hits, incluido un cuadrangular de dos carreras en el primer inning. En el quinto partido impulsó la carrera que decidió la serie con dos outs en el principio del décimo inning. En la Serie Mundial de 1936 bateó 7 hits con un jonrón y en la de 1937 conectó 4 hits con 1 jonrón.

### Fiel a una franela
Ott es uno de los seis jugadores de la Liga Nacional, en jugar durante más de 20 temporadas con un mismo equipo (Cap Anson, Stan Musial, Willie Stargell, Craig Biggio y Tony Gwynn son los otros). En 1999, “The Sporting News” lo ubicó en el puesto 42 de la lista de los 100 mejores jugadores de béisbol de la historia (100 Greatest Baseball Players) y fue nominado para el Juego del Siglo de las Grandes Ligas (Major League Baseball All-Century Team).

### Estilo de bateo
Usó un estilo de bateo que luego se consideró poco ortodoxo, levantando su pie delantero (derecho) antes del impacto. Cuando McGraw vio por primera vez el estilo de Ott, lo llamó "el swing más natural que he visto en años. [2] Este estilo lo ayudó a golpear con fuerza. Los jugadores más recientes que usaron un estilo similar incluyen a Harold Baines y Kirby Puckett, también como el rey del jonrón japonés, Sadaharu Oh.
En 1943, todos sus 18 jonrones llegaron en casa. Sólo otros dos jugadores tuvieron una mayor cantidad de jonrones. De los 511 jonrones de la carrera de Ott, 323 de ellos, o el 63%, fueron en casa. [3] Debido a esto, su récord de jonrones históricamente ha sido minimizado, lo que sugiere que una línea de falta de 257 pies (78 m) en el Polo Grounds resultó en números más altos en casa. Los periodistas deportivos a menudo se referían en broma a él como el maestro del " jonrón chino ", como se llamaba a esos jonrones cortos en ese momento. Ott a menudo respondía señalando que si fuera tan fácil inflar sus totales de jonrones al golpear por encima de esa valla, todos los demás bateadores de la liga lo estarían haciendo. [4]
Como balance, el campo de Polo Grounds tenía los callejones de poder más profundos del béisbol. Además, conectó más jonrones de por vida en estadios de visita, que cualquier otro bateador de la Liga Nacional en el momento de su retiro. En algunas de sus mejores temporadas, conectó más jonrones como visitante que en el Polo Grounds.
Puede haber razones para creer que fue un mejor bateador de lo que sugiere su récord debido a las diferencias en las especificaciones de pelota de la Liga Nacional y la Liga Americana. [5] Esas diferencias se consideran las más grandes en la historia del juego y dificultaron considerablemente que los bateadores de la Liga Nacional lograran jonrones.

### Habilidad en los jardines
Ott también era un hábil jardinero. Era un maestro en jugar pelotas que rebotaban en las vallas en el Polo Grounds, lo que le permitió obtener 26 asistencias en 1929, su primera temporada completa como jugador de tiempo completo. Nunca volvería a acercarse a ese registro, ya que los corredores de base rápidamente se dieron cuenta de que era demasiado arriesgado correr con bolas en la dirección de Ott. [2]
Durante el mejor momento de la carrera de Ott, 11 temporadas entre 1931 y 1941, los bateadores de la Liga Americana promediaron un 21% más de jonrones, alcanzando un 41% más de jonrones, que sus contrapartes de la Liga Nacional. Babe Ruth y Jimmie Foxx, contemporáneos y ambos jugadores de la Liga Americana, fueron los únicos bateadores que superaron el récord de Ott durante este tiempo.

## Muerte
Mel Ott salió lesionado de un accidente de auto en Bay Saint Louis, Mississippi, en noviembre de 1958, siendo transferido a un hospital en Nueva Orleans, donde murió una semana después a la edad de 49 años. Fue enterrado en Metairie Cemetery. Murió de manera similar a otros dos miembros del Salón de la Fama que habían jugado para New York Giants: Frankie Frisch en 1973 y Carl Hubbell en 1988.

## Records en el béisbol

### Home runs
- 6 veces líder de la Liga Nacional (1932, 1934, 1936–38, 1942).
- Fue el jugador más joven en conectar 100 cuadrangulares y el primero de la Liga Nacional en llegar a los 500 jonrones.
- En 1937, sobrepasó a Rogers Hornsby para convertirse en el líder de todos los tiempos de la Liga Nacional en jonrones, manteniendo ese liderato hasta 1966, cuando Willie Mays lo aventajó.
- Mantiene el récord de las Mayores al ser el líder de su equipo en cuadrangulares durante 18 temporadas consecutivas (1928-1945).

### Bases por bolas
- 6 veces líder de la Liga Nacional (1929, 1931–33, 1937, 1942)
- Recibió cinco bases en un partido tres veces y seis bases durante un doble juego dos veces.
- Comparte el récord de las Mayores al recibir bases por bola en siete apariciones consecutivas (del 16 al 18 de junio de 1943).
- Es uno de los cinco jugadores que han recibidos base intencional con las bases llenas.

### Otros renglones ofensivos
- Anotó seis carreras en un partido en dos ocasiones.
- Primer jugador de la Liga Nacional en impulsar 100 o más carreras durante ocho temporadas consecutivas.